# Amir Pnueli
Amir Pnueli (hebreu: אמיר פנואלי‎) fou un informàtic israelià que va guanyar el premi Turing de 1996.
Pnueli va néixer a Nahalal, al Mandat Britànic de Palestina (ara Israel) i es va llicenciar en Matematiques al Technion de Haifa, doctorant-se en matemàtica aplicada a l'Institut Weizmann de Ciències. La seva tesi era sobre el "Càlcul de marees a l'oceà". Va canviar-se a la informàtica quan va fer una estada post-doctoral a la Universitat Stanford. La seva feina en informàtica es va concentrar en la lògica temporal i la verificació de models, en concret sobre les propietats de justícia dels sistemes concurrents.
Va tornar a Israel com a investigador; va ser el fundador i el primer director del departament d'informàtica de la Universitat de Tel-Aviv. Va passar a fer de professor d'informàtica de l'Institut Weizmann el 1981. Des de 1999 fins a la seva mort, Pnueli també tenia un càrrec al Departament d'Informàtica de la Universitat de Nova York, als Estats Units.
Pnueli també va fundar dues empreses de tecnologia al llarg de la seva carrera. Va tenir tres fills, i en el moment de la seva mort, tenia quatre nets.
Pnueli va morir el 2 de novembre de 2009 d'hemorràgia cerebral.

## Premis i honors
- El 1996, Pnueli va rebre el premi Turing per l'obra fundacional en introduir la lògica temporal en la informàtica i per contribucions excel·lents a la verificació de programes i sistemes.
- El 1999, va ser nomenat Associat Estranger de l'Acadèmia Nacional d'Enginyeria dels Estats Units.
- El 2000, va rebre el premi Israel d'informàtica.[4][5]
- El 2007, va ser nomenat Fellow de l'Association for Computing Machinery.
- L'Institut Weizmann de Ciències presenta una sèrie de conferències anual en honor seu.